# 趙珮
趙珮（1908年5月17日—1992年3月18日），字德玉，甘肅循化（現屬青海省）人，中华民国军事及政治人物。

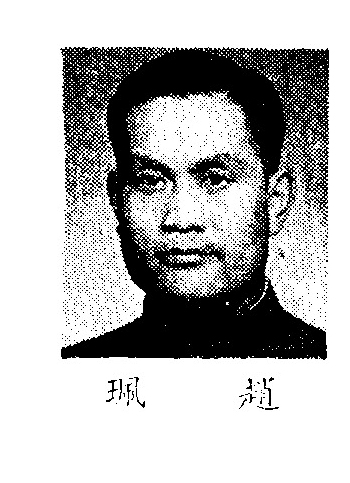
出席制憲國民大會代表時

## 生平[4]
生於清德宗光緒卅四年（歲次戊申）四月十八日（1908年5月17日）。早年先後畢業於甘肅省立第一師範學校（现为兰州城市学院），甘肅黨務人員訓練班。历任甘肅陸軍測量學校政治教官，甘肅黨務訓練班教官，新編陸軍第九師秘書、軍法處長，新編第二軍參謀長，班禪駐北京辦事處咨議。後来先後畢業於陸軍大學將官班第四期，國防研究院第六期，中央訓練團黨政班第二期，革命實踐研究院第十三期。历任國民革命軍第二集團軍第七方面軍政治部科長，陸軍总司令部秘書處處長、參謀處處長，集團軍總司令部少將高參，国民政府軍事委員會少將參議，青海省政府駐漢、渝、京辦事處處長。
1932年12月到1934年5月，任青海省大通縣縣長。後来历任國民政府全國經濟委員會專員，蒙藏委員會顧問，制憲國民大會代表。
民國三十年（1941年），任訓政時期立法院第四届立法委員。曾在立法院爭取省區藏民參加中央民意機構名額，提高少數民族地位，對民族團結，貢獻甚大。抗日戰争末期，接洽修築戰略道路青藏公路，竭盡心力，排除萬難，卒獲成功。民國三十七年（1948年），選為青海省選區立法委員。出任立法院籌備員。
民國三十八年（1949年）7月，任西北軍政長官公署駐廣州辦事處處長。是年蘭州戰役失敗後，9月2日乘飛機抵廣州，後去台灣。1969年4月，當選為中國國民黨第十屆中央委員會黨務顧問。1981年、1988年分別聘任為中國國民黨第十二、十三屆中央評議委員。他还曾任蒙藏委員會委員，青海旅台同鄉會事長。
1990年4月，青海省海南地區塘格木、河卡一带發生強烈地震後，他與丑輝瑛（青海省婦女選出之立法委員）以及台灣有關方面捐賑濟款10萬美元，青海旅台同鄉會捐獻3萬元，並派青海旅台同鄉會常務理事郭永業乘返鄉之便，帶捐款前來災區慰問，聊表親情和關懷之意。他滿懷思念故鄉之情，在給友人來信中說：「珮棲遲海外四十年，何嘗無祖宗廬墓，故國河山之思」。
1992年3月18日，逝世。

## 家庭
- 弟：趙瓏，曾任青海省互助縣縣長，青海省政府駐蘭州辦事處處長，蘭州警備司令[1][2][3]